# Rangaeris trachypus
Espèce
Synonymes
- Listrostachys trachypus Kraenzl.[1]

Rangaeris trachypus est une espèce d'orchidées d'Afrique dont le nom vient du latin, trachy : rugueux et pus/podis : pied. Elle est aussi appelée par certains auteurs : Rangaeris rhipsalisocia (Rchb. f.) Summerh. Cette espèce d'orchidée fut décrite pour la première fois par Friedrich Fritz Wilhelm Ludwig Kraenzlin et est devenue connue par le biais d'André Guillaumin.